# ガムラ・ウプサラ

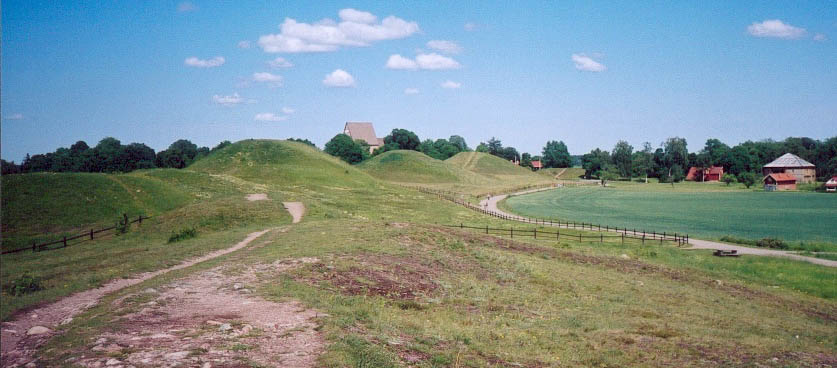
ガムラ・ウプサラは、考古学的な遺跡が数多い地域である。

ガムラ・ウプサラ（ガムラ・ウップサーラとも）(Gamla Uppsala [ˈɡâmːla ˈɵ̂pːˌsɑːla])（「Old Uppsala、古ウプサラ」の意）は、スウェーデンのウプサラ郊外にある町の名である。2016年の人口は17,973人であった。

## 歴史
3世紀から4世紀にかけて、そこは宗教面、経済面、政治面で重要な中心地であった。
また、古い時代の文書の伝えるところでは、先史時代のガムラ・ウプサラは、神話伝説時代のユングリング王朝に属するスウェーデン王が居住する場所として、すでに北欧では有名だった。
実際に、北欧についての最古記録、例えば『ユングリンガ・タル』（en:Ynglingatal）、『Westrogothic law』、『ギュータサガ』(en:Gutasaga)は、スウェーデンの王を指して「ウプサラの王」といっている。
中世の時代、そこはウップランド(Uppland)で最も大きな村落であった。その東部が、初期の頃にスウェーデン王家の地所の複合体の核を構成していただろうと考えられる。
そしていわゆるUppsala ödは、kungsgården、つまり国王の地所から成る地域であった。
そこはまた、先史時代から中世にかけて、2月下旬から3月上旬に開催される総会「全スウェーデン集会」(en:Thing of all Swedes)の場所でもあった。
集会は、Distingと呼ばれる盛大な市場とともに開催された。また、古い神々を信仰する人々の祝賀の祭はDísablót（女神への供犠）と呼ばれた。
Upplandの法律(en:Law of Uppland)の伝えるところでは、王が夏の間のleidang（税として労働を提供するシステム）として戦争のために人々を召集すると宣言したのは、この集会でのことだった。
また集会において船の乗組員、漕ぎ手、指揮官が決定された。
この場所が古い神々への信仰の中心地であったので、キリスト教化の進む中、1164年に最初のスウェーデン大司教座が置かれた。